# Rahonem
Rahonem (c. 2500 aC.) va ser la directora de les cantants i timbaleres del seu temple.
Al llarg de la història d'Egipte, les dones van participar completament a les cerimònies religioses i a la música que l'acompanya. Moltes dones músiques egipcies van ser entrenades per prestar servei als temples tot i que també s'esperava que utilitzessin la música en altres ocasions fora de les cerimònies al temple Dones que vivien als palaus actuaven utilitzant les mateixes idees musicals i modismes que eren utilitzats als rituals religiósos. Rahonem feia. per una banda, de cap de les esposes menors i, per l'altre, de directora de les dones músiques. Té el mateix títol que la sacerdotessa-músic.